# فایربرند
Firebrand (به انگلیسی: Blackburn_Firebrand) یک هواگرد از نوع جنگنده تهاجمی ساخت شرکت هواگردسازی بلک‌برن است. هواگرد Firebrand نخستین پروازش را در ۲۷ فوریه ۱۹۴۲ میلادی انجام داد. این هواگرد در سال ۱۹۴۵ میلادی رسماً معرفی گردید و در سال‌های ۱۹۴۲–۴۷ تولید شده‌است. در مجموع، تعداد 220 + 3 prototypes فروند از این هواگرد ساخته شده‌است.